# Shine (utwór muzyczny Natálii Kelly)
Shine – utwór austriackiej piosenkarki Natálii Kelly, wydany 11 stycznia 2013 i umieszczony na albumie studyjnym pt. Natália Kelly. Piosenkę stworzyli Andreas Grass, Nikola Paryla, Alexander Kahr i Natália Kelly.
Utwór wygrał w finale programu Österreich rockt den Song Contest, zostając propozycją reprezentującą Austrię w 58. Konkursie Piosenki Eurowizji organizowanym w Malmö. 14 maja został zaprezentowany w pierwszym półfinale konkursu i zajął 14. miejsce, nie kwalifikując się do finału.
Utwór dotarł do 26. miejsca listy sprzedaży w Austrii.

## Lista utworów
- Shine (Remix) – EP[7]

1. „Shine” – 2:59
2. „Shine” (Edit) – 3:00
3. „Shine” (Redio Remix) – 3:58
4. „Shine” (SamV Club Remix) – 5:24

## Pozycja na liście sprzedaży
| Kraj    | Notowanie (2013)  | Najwyższa pozycja |
| ------- | ----------------- | ----------------- |
| Austria | Ö3 Austria Top 40 | 26                |